# 创新谷站
创新谷站（建设时工程名为前大彦站）是济南轨道交通1号线的地铁车站，位于中华人民共和国山东省济南市长清区崮云湖街道海棠路与芙蓉路路口南侧，2019年4月1日投入运营。沿海棠路路中绿化带南北向布置。

## 命名
建设时本站工程名为“前大彦站”，2018年5月18日，济南轨道交通集团报经市委、市政府批准，确定将本站命名为“创新谷站”。

## 车站构造
车站为路中三层鱼腹岛式车站，线路曲线半径1000m，地下一层为消防水池和消防泵房，地面层主要布置变电所，地上二层为站厅层和主要设备与管理用房，地上三层为站台层。车站总长129.3m（轴线）,最宽处21.7m，高度为24.6m，车站总建筑面积为7721.6㎡。

## 出入口
| 編號         | 指示                     |
| ------------ | ------------------------ |
| 出口 · A · 1 | 海棠路与芙蓉路交界处西侧 |
| 出口 · A · 2 | 海棠路与芙蓉路交界处西南 |
| 出口 · B · 1 | 创新谷发展中心西北门5米  |
| 出口 · B · 2 | 芙蓉路与海棠路路口东南角 |

### 临近地点
- 齐鲁创新谷晶格广场
- 中建·长清湖
- 创新谷九方创投基地
- 来福山
- 前大彦村